# Classe Gnevny
 (août 2021).
Si vous disposez d'ouvrages ou d'articles de référence ou si vous connaissez des sites web de qualité traitant du thème abordé ici, merci de compléter l'article en donnant les références utiles à sa vérifiabilité et en les liant à la section « Notes et références ».
La classe Gnevny est une classe de destroyers construits pour la Marine soviétique à la fin des années 1930 et au début des années 1940. 

## Description

### Dimensions
Les navires de classe Gnevny mesuraient 112,5 mètres de long et 10,5 mètres de large, avec un tirant d'eau égal a 5,02 mètres. 

### Propulsion
Ces destroyers possédaient deux turbines GTZA-24 alimentées par trois chaudières. 

### Armement
Ces unités étaient armées de quatre tourelles B-13-2s de 130 mm, d'une batterie anti-aérienne composée de deux canons 34K de 76 mm et quatre canons automatiques 70K de 37 mm, accompagnés de deux mitrailleuses DShK de 12,7 mm et deux mitrailleuses coaxiales Browning de 12,7 mm. 
Six torpilles pouvaient être tirées depuis deux lance-torpilles triples de modèle 39-U de 533 mm. Pour la défense anti-sous-marine, deux lanceurs de charges anti-sous-marines BMB-1 contenaient soixante-sept petites et grosses charges anti-sous-marines de type B-1 et M-1 

## Historique
Un total de 30 navires ont été construits dans le cadre du second plan quinquennal. Huit exemplaires seront perdus lors de la Seconde Guerre mondiale. 
Quatre unités de la Flotte du Pacifique ont été transférées à la Marine de la République populaire de Chine après la guerre et sont devenus la classe Anshan. Trois sont restés des navires musée.